# ミケーレ・プラチド
ミケーレ・プラチド（Michele Placido、1946年5月19日 - ）は、イタリアの俳優・映画監督。女優のヴィオランテ・プラチドは最初の妻で女優のシモネッタ・ステファネッリとの間の娘。

## 略歴
プッリャ州フォッジャ県アスコリ・サトリアーノ出身。
1979年の映画『美しき少年/エルネスト』で主人公の美少年エルネストを愛する同性愛者を演じ、第29回ベルリン国際映画祭で銀熊賞 (男優賞)を受賞している。
1976年の『Marcia trionfale』と1985年の『実録マフィア戦争/暗黒の首領』でナストロ・ダルジェント主演男優賞を2回受賞している。
2005年の映画『野良犬たちの掟』でナストロ・ダルジェント最優秀作品監督賞を受賞している。

### 私生活
最初の妻で女優のシモネッタ・ステファネッリとの間には、女優のヴィオランテ・プラチドを含め、3人の子がいる（1994年に離婚）。シモネッタとの婚姻中に未婚のまま女優のヴィルジニー・アレクサンドル (Virginie Alexandre) との間に1子をもうけた他、シモネッタとの離婚後に37歳下の女優フェデリカ・ヴィンチェンティとの間に1子をもうけ、その後2012年にフェデリカと再婚している。

## 主な出演作品
- 秘められた好奇心/テーブルの下の誘惑 Peccati in famiglia (1975)
- 美しき少年/エルネスト Ernesto (1979)
- 土曜日、日曜日、そして金曜日 Sabato, domenica e venerdì (1979)
- 実録マフィア戦争/暗黒の首領 Pizza Connection (1985)
- 流されて2 Notte d'estate con profilo greco, occhi a mandorla e odore di basilico (1986)
- ビッグ・ビジネス Big Business (1988)
- 題名のない子守唄 La sconosciuta (2006)
- 昼下がり、ローマの恋 Manuale d'am3re (2011)
- 裏切りのスナイパー Le guetteur (2012)

## 主な監督作品
- Pummarò (1990)
- 愛という名の旅 Un viaggio chiamato amore (2002)
- Ovunque sei (2004)
- 野良犬たちの掟 Romanzo criminale (2005) ※イタリア映画祭2007での上映タイトルは『犯罪小説』[2]
- Vallanzasca - Gli angeli del male (2010)
- 裏切りのスナイパー Le guetteur (2012)